# Антивоєнні протести в Росії (з 2022)
Протести проти російського вторгнення в Україну
- протестні акції, що розпочалися по всій РФ після оголошення рішення про початок "спеціальної військової операції" Володимиром Путіним. Переважну більшість людей з антивоєнною позицією склала молодь, всі протести жорстоко подавляються провладними силовими структурами. Символом російського спротиву терористичному кремлівському режиму став біло-синьо-білий прапор.
Окрім демонстрацій, було написано низку петицій та відкритих листів проти мобілізації. Деякі росіяни навіть закликали спалювати військомати.
Протести були зустрінуті широкими репресіями з боку російської влади: було заарештовано щонайменше 14 900 осіб протягом семи днів з 24 лютого по 13 березня , проте заарештовані після початку 2 хвилі мобілізації також були відправлені воювати проти України. Російські журналісти висловлювали занепокоєння щодо протестувальників, а ОВД-Інфо повідомила про декілька випадків катування протестувальників під час затримання. Уряд також перейшов до придушення інших форм протидії війні, включаючи введення широких заходів цензури. Інші особи, які підписували антивмобілізаційні петиції, також зазнали репресій.

## Вуличні протести

### Лютий
У другій половині дня вторгнення Слідчий комітет Російської Федерації попередив росіян про те, що за приєднання до несанкціонованих акцій протесту, пов'язаних із «напруженою зовнішньополітичною ситуацією», їм загрожують юридичні наслідки. Опозиційна активістка Марина Литвинович закликала в Instagram до вуличних акцій протесту ввечері 24 лютого, але була затримана поліцією, щойно вийшла з дому. Того ж вечора тисячі людей вийшли на вулиці міст по всій Росії на знак протесту проти війни. Найбільші демонстрації відбулися в Москві, біля Пушкінської площі зібралися 2000 протестувальників, і Санкт-Петербурзі, де зібралося до 1000 протестувальників. Сотні людей вийшли в Єкатеринбурзі, також відбулися демонстрації в Челябінську, Нижньому Новгороді, Новосибірську та Пермі. На кінець вечора дня вторгнення, за даними монітора ОВД-Інфо, було затримано 1820 осіб у 58 містах, з них 1002 — у Москві. Міністерство внутрішніх справ Росії виправдовувало ці арешти продовженням «коронавірусних обмежень, у тому числі й на публічні заходи».
Наступного дня, 25 лютого, у Москві, Санкт-Петербурзі та інших містах тривали нові протести. У Санкт-Петербурзі декілька сотень людей зібралися в центрі міста, скандуючи «Ні війні!» ОВД-Інфо повідомляє про 437 затриманих у 26 містах Росії за цей день, у тому числі 226 — у Москві та 130 — у Санкт-Петербурзі.
26 лютого деякі російські протестувальники вирішили зменшити шанси на арешт, влаштувавши поодинокі протести на площах Москви та інших міст. Інші збиралися невеликими групами, щоб швидше рухатися вулицями. В Єкатеринбурзі зібралися сотні людей, які кричали «Ні війні!».
Протести продовжилися 27 лютого. Вони збіглися з сьомою річницею вбивства опозиційного політика Бориса Нємцова, а арешти відбулися біля імпровізованого меморіалу біля Кремля, де був розстріляний Нємцов. Близько 1000 людей зібралися на стихійний антивоєнний мітинг біля Великого Гостиного двору в Санкт-Петербурзі. За даними ОВД-Інфо, до раннього вечора неділі поліція затримала щонайменше 900 росіян у 44 містах, завдяки чому загальна кількість заарештованих з початку війни перевищила 4 тисячі. До кінця дня ця кількість зросла до приблизно 2710 арештів (всього щонайменше 5844 з початку війни), в тому числі щонайменше 1269 арештів у Москві та 1034 — у Санкт-Петербурзі. КПРФ (Комуністична партія Російської Федерації), Партія народної свободи та Яблуко виступили проти вторгнення. Того ж дня фургон із маркуванням «Люди, прокиньтесь!», «Це війна», «Путін — покидьок!» розбився і загорівся на Пушкінській площі.

### Березень
1 березня у соцмережах з'явилися репортажі та фотографії, які також перепублікувала та підтвердила «Новая газета», на яких видно дітей молодшого шкільного віку за ґратами, заарештованих поліцією в Москві за покладання квітів до посольства України та таблички з написом «Ні війні». У спеціальному ізоляторі, створеному в Єкатеринбурзі, не вистачило місця для в'язнів, заарештованих на протестах.
Протягом дня було заарештовано щонайменше 469 осіб у 34 містах, з яких близько половини в Москві, в результаті чого загальна кількість заарештованих перевищила 3000 глядачів.
2 березня 77-річна художниця Олена Осипова, (народилася в сім'ї, яка пережила блокаду Ленінграда) опинилася серед заарештованих під час антивоєнної акції протесту в Санкт-Петербурзі. Відео її арешту широко розповсюджувалися в Твіттері і Reddit. Дії поліції проти протестувальників продовжилися й наступного дня.
4 березня активістку Юлію Галяміну затримали та тримали під вартою до суду за звинуваченням у порушенні закону про масові заходи шляхом спроби організації антивоєнного протесту.
5 березня, напередодні протестів, запланованих на 6 березня, поліція провела рейди, обшуки та затримала сотні російських журналістів, політиків та активістів.
6 березня протести відбулися щонайменше у 60 містах, у тому числі й у Владивостоці, Іркутську та Хабаровську. ОВД-Інфо повідомило про понад 5000 арештів протягом доби. Міністерство внутрішніх справ Росії повідомило про понад 3500 затриманих. Поширилося відео, на якому губернатор Кемеровської області Сергій Цивільов намагається виправдати арешти протестувальників того дня.
8 березня, у Міжнародний жіночий день, група Феміністського антивоєнного опору повідомила, що жінки поклали квіти до пам'ятників війни в 94 російських та інших містах, включаючи Санкт-Петербург, Москву, Владивосток, Єкатеринбург, Новосибірськ, Красноярськ, Канаш, Ярославль, Сиктивкар, Смоленськ, Луга, Литкаріно, Іжевськ, Волгоград, Іркутськ, Нижній Новгород, Уфа, Омськ, Митищ, Саратов, Бійськ, Хімки, Челябінськ, Краснодар, Нововоронеж, Вологда, Корольов, Троїцьк, Серпухов, Владимир, Ревда, Тольятті, Калінінград, Набережні Челни, Волгодонськ, Раменське, Самара, Ленінаванська ферма, Ставрополь, Архангельськ, Йошкар-Ола, Красногорськ, Новокуйбишевськ, Желєзноводськ, Муром, Снігурі, Нахабіно, Ростов-на-Дону, Чебоксари, Саранськ, Дзержинський, Великий Новгород, Тюмень, Тобольськ, Подольськ, Тула, село Гребнєво, Долгопрудний, Муріно, Владикавказ та Алагир. Поліція наказала жінкам, які поклали квіти на Гостиному дворі в Санкт-Петербурзі, розійтися, та затримала понад п'ятьох. У Москві Олександрівський сад закрили, щоб перекрити доступ до Могили Невідомого солдата, тому квіти залишили поруч. На Манежній площі Москви затримали 11 дівчат. Затримано щонайменше 93 людини, з них щонайменше 60 — у Москві.
Протягом тижня після Міжнародного жіночого дня в соцмережах з'явилося декілька відео, на яких російська поліція заарештовує протестувальників за те, що вони просто тримають пустий знак.

### Інші протестні акції
У Воронежі та Луховицях зафіксовані випадки підпалів військкоматів, відділень поліції в Красноярську та Смоленську. У всіх вище вказаних випадках використовувалися коктейлі Молотова.
14 березня 2022 року під час вечірнього прямого ефіру телепрограми «Час» на Першому каналі, пов'язаного з вторгненням Росії в Україну, редакторка Першого каналу Марина Овсяннікова з'явилася з написаним від руки антивоєнним плакатом позаду ведучої новин Катерини Андрєєвої, яка продовжувала, незважаючи на втручання, розповідати про те, що Голова Уряду Росії Михайло Мішустін закликає прем'єр-міністра Білорусії Романа Головченка посилити співпрацю для протистояння міжнародним санкціям. На плакаті було написано: «НІ ВІЙНИ. Зупиніть війну. Не вірте пропаганді, яка вам тут бреше. Росіяни проти війни». Овсяннікова, дочка батька-українця та матері-росіянки, також оприлюднила на ОВД-Інфо попередньо записане відео, в якому висловила сором за свою участь у поширенні «кремлівської пропаганди» на Першому каналі. Ефір був замінений на сюжет із лікарні, а адміністрація «Першого каналу» почала проводити службову перевірку. Пізніше того вечора її затримала поліція, повідомляє ТАРС. Однак правозахисники висловили занепокоєння, що не змогли знайти її більше ніж через дванадцять годин після її затримання.

## Петиції та відкриті листи
За тижні, що передували вторгненню, були ознаки того, що в Санкт-Петербурзі зростали антивоєнні настрої. На початку лютого понад 150 видатних російських діячів, письменників і вчених підписали відкритий лист «Якби не було війни!», протестуючи проти «партії війни в російському керівництві» та державних ЗМІ.
Після вторгнення російський лауреат Нобелівської премії миру Дмитро Муратов оголосив, що «Новая газета» видаватиме свій наступний номер українською та російською мовами. Муратов, журналіст Михайло Зигар, кінорежисер Володимир Мірзоєв та інші підписали документ, в якому йдеться про те, що Україна не загрожує Росії, і закликають громадян Росії «сказати цій війні ні». Репортер «Коммерсанта» Олена Черненко почала антивоєнну петицію, яку підписали понад 250 журналістів. Ще один лист із засудженням війни підписали понад 250 науковців, а третій відкритий лист підписали майже 200 депутатів міської ради Москви та інших міст. 24 лютого правозахисник Лев Пономарьов розпочав онлайн-петицію на знак протесту проти вторгнення, яка до кінця дня зібрала 289 тисяч підписів. Станом на 1 березня петиція набрала понад мільйона голосів. 26 лютого на сайті Change.org громадянин Росії опублікував петицію про імпічмент Путіна, яка до кінця 27 лютого зібрала понад 200 тисяч підписів.
Більше 30 000 технологічних працівників, 6000 медичних працівників, 3400 архітекторів, понад 4300 вчителів, понад 17 000 художників, 5000 вчених, а також 2000 акторів, режисерів та інших творчих діячів підписали відкриті листи із закликом до уряду Путіна припинити війну. Деякі росіяни, які підписували петиції проти війни Росії в Україні, втратили роботу.
1200 студентів, викладачів і співробітників Московського державного інституту міжнародних відносин при Міністерстві закордонних справ підписали відкритий лист, в якому заявили, що «вважають морально неприпустимим залишатися осторонь і мовчати, коли люди помирають у сусідній держава. Вони гинуть з вини тих, хто віддав перевагу зброї замість мирної дипломатії. …. Багатьом поколінням майбутніх дипломатів доведеться відновлювати довіру до Росії та втрачені добрі відносини з нашими сусідами».
Ігор Кочетков, голова російської ЛГБТ-мережі, виступив із відкритим листом проти війни, в якому заявив, що "У нашій країні багато проблем, у тому числі поширення антилюдських ідей, які часто виходять від високопоставлених осіб. З них почнемо «денацифікацію». Відкритий лист отримав підписи 150 російських правозахисників ЛГБТ+.
Феміністська кампанія Антивоєнного опору, одна з перших, заснована проти війни, розпочалася з маніфесту, в якому говорилося, що «війна посилює гендерну нерівність і гальмує досягнення прав людини на багато років» і що війна «ведеться під прапор „традиційних цінностей“, проголошених урядовими ідеологами», які суперечили правам та своболам людини.
Представники діячів мистецтва і культури Росії ініціювали відкритий лист, в якому висловлювали солідарність з українським народом та протестували проти війни. Станом на 23:00 за московським часом 27 лютого 2022 року лист підписали 17 000 осіб.
|  | Ми, художники, куратори, архітектори, критики, мистецтвознавці, артменеджери — представники культури та мистецтва Російської Федерації — висловлюємо абсолютну солідарність з народом України та кажемо рішуче «НІ ВІЙНІ!». Ми вимагаємо негайного припинення всіх бойових дій, виведення російських військ з України та проведення мирних переговорів. |

Лев Пономарьов ініціював петицію «Остановить войну с Украиной! — Нет войне» («Зупинити війну з Україною! — Ні війні»). Станом на 4 березня петицію підписали понад 1,18 мільйона росіян.

## Символізм

### «Ні війні!»

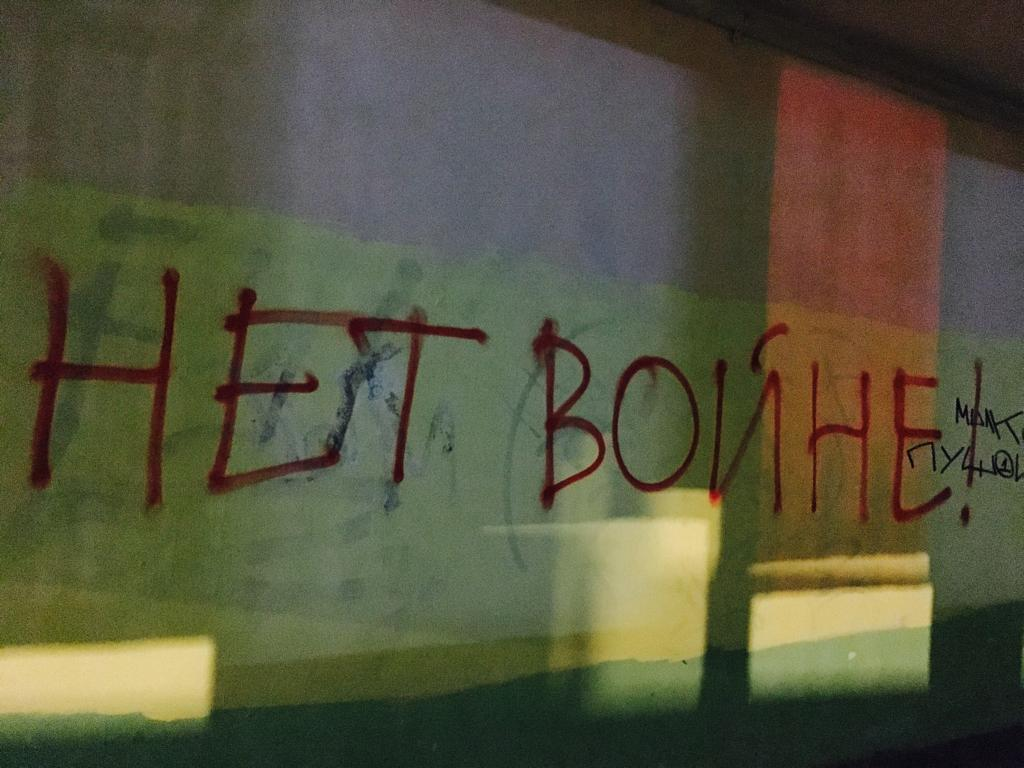
Графіті на одній з московських стін.

«Ні війні!» (рос. Нет войне!) — антивоєнне гасло, яке використовували демонстранти під час антивоєнних протестів у Росії 2022 року. Діти також використовували це гасло на вивісках, виготовлених своїми руками, і намагалися залишити своє повідомлення біля посольства України в Москві. За ці дії їх затримали.
Рідні деяких російських чиновників, які виправдовують війну Росії проти України, також висловили свою незгоду з рішенням Кремля через хештег «Ні війні!». Серед них була Ліза Пєскова, дочка офіційного представника Кремля Дмитра Пєскова.

### «Гімн Вільної Росії»
Версія гімну створеного для Російської республіки, що існувала 1917 року у період між Лютневою Революцією (падінням царизму) і Жовтневим переворотом (встановленням радянської диктатури) після вторгнення в Україну отримала нову хвилю популярності серед росіян з антивоєнними поглядами та пропонується у якості нового державного гімну після падіння путінізму. Відомою стала цитата з цієї пісні : 
|  | «Борцям за волю слава що розвіяли туман» |

### «Росія буде вільною»
Найвідоміше гасло яке використовують противники політики Кремля.

## Прапор антивоєнних протестів

Біло-синьо-білий прапор — символ антивоєнних протестів у Росії, який пропонується як новий прапор для парламентської республіки

У березні 2022 р., невдовзі після початку військової агресії проти України, координатори російської опозиції прийняли рішення не використовувати прапор Росії у своїх виступах через його очевидну асоціацію з режимом-агресором. Замість нього у різних соціальних мережах було запропоновано використовувати альтернативний прапор, де червоний колір (війни та крові) був замінений на мирний білий.

## Заяви проти війни

### Заяви проти війни російських політиків і політичних партій
26 лютого представник Держдуми від Комуністичної партії Російської Федерації (КПРФ) Михайло Матвєєв закликав до негайного припинення наступальних дій у війні, заявивши, що він голосував за визнання Донецької та Луганської народних республік, «щоб захистити їх, але не бомбити Київ». Депутат Держдуми Олег Смолін, також з КПРФ, сказав, що він «шокований» вторгненням.
Опозиційний лідер Олексій Навальний, ув'язнений у січні 2021 року, назвав Путіна «очевидно божевільним царем» і закликав росіян продовжувати щоденні вуличні протести: «Виходьте на головну площу свого міста щодня о 19.00 та о 14.00 у вихідні та на свята».
Останній генеральний секретар Комуністичної партії Радянського Союзу Михайло Горбачов заявив, що «потрібно зробити все можливе, щоб зупинити загрозу ядерної війни».
Сайт російської політичної партії «Нові люди» оприлюднив заяву, що виступає проти війни. Лідер партії Олексій Нечаєв раніше виступав із заявами на підтримку військових дій (починаючи з дня початку вторгнення).
Інші групи, які висловлювали свою опозицію до війни, включають Революційну робітничу партію, Лібертаріанська партія Росії, Соціалістична Альтернатива, Піратська партія Росії, Об'єднана комуністична партія, Лівий Блок та Автономна дія.

### Заяви громадських діячів проти війни
Після початку вторгнення 24 лютого кілька російських знаменитостей, у тому числі поп-зірка Валерій Меладзе, телеведучий Іван Ургант і телеведуча Ксенія Собчак, недвозначно розкритикували вторгнення в соцмережах. Також війну засудили комік і телеведучий Максим Галкін, співак Валерій Меладзе і телекомік Олександр Гудков. Блогер Юрій Дудь отримав мільйон «лайків» за пост з критикою війни:
|  | Я пишу ці слова неспроста. Коли мої діти виростуть і відкриють цей момент історії... і запитають мене: «Тату, що ти зробив?», я хочу мати письмове підтвердження, що я не вибирав цей режим і не підтримував його імперіалістичну лють. |

Зірка української естради Світлана Лобода запитала «Як це можливо? Господи, зупини все це!» Фігуристка Євгенія Медведєва закликала «це все якнайшвидше закінчити, як поганий сон». Шахіст Ян Непомнящий на знак протесту написав у Твіттері: «Історія бачила багато чорних четвергів. Але сьогоднішній день чорніший за інші. #saynotowar». Перший номер світовому рейтинзі тенісистів Данило Медведєв та сьома ракетка світу Андрій Рубльов висловилися за мир у день вторгнення. Наступного дня Рубльов написав на камеру заявив «Без війни, будь ласка», після перемоги у своєму матчі. Хіп-хоп виконавець Oxxxymiron скасував майбутні виступи та закликав до масових протестів, назвавши вторгнення «злочином і катастрофою». Олена Ковальська подала у відставку з посади директора державного Театрального центру Мейєрхольда, при цьому вона написала, що «працювати на вбивцю і отримувати від нього зарплату не можна».
Піаніст і композитор Євген Кісін назвав вторгнення Росії злочином, який не можна виправдати. Піаніст Олександр Мельников сказав: «Я в гніві на [уряд Путіна] за те, що він змушує мене відчувати себе винним у тому, що я росіянин». Естрадний співак Сергій Лазарєв закликав припинити війну.
25 лютого хокейна зірка Олександр Овечкін, палкий прихильник Путіна, зробив неоднозначну заяву проти війни, не згадуючи Україну чи Росію. 26 лютого грузинський баскетболіст Торніке Шенгелія заявив, що достроково розриває контракт з московським ЦСКА «на знак протесту проти вторгнення Росії в Україну». Посилаючись на історичні зв'язки клубу з Червоною Армією, Шенгелія сказав: «Я не вважаю можливим продовжувати виступати за клуб російської армії».
Ліза Пєскова, дочка прес-секретаря Володимира Путіна Дмитра Пєскова, поділилася зображенням хештегу «Ні війні» у своїй сторіз в Instagram. Найбагатший російський мільярдер Михайло Фрідман закликав «покінчити з кровопролиттям». Інший олігарх Олег Дерипаска закликав розпочати мирні переговори «як можна швидше». Анонімний російський мільярдер надав наступний коментар Reuters: «Це буде катастрофічним у всіх сенсах: для економіки, для відносин з рештою світу, для політичної ситуації». Російський мільярдер і власник телевізійної мережі РЕН ТВ Олексій Мордашов висловився як проти бойових дій, так і проти їх економічних наслідків. «Страшно, що гинуть українці та росіяни, люди переживають труднощі, економіка руйнується. Ми повинні зробити все необхідне, щоб найближчим часом був знайдений вихід із цього конфлікту і припинилося кровопролиття, щоб допомогти постраждалим відновити нормальне життя».
Михайло Шишкін, лауреат російської Букерівської премії 2000 року, написав у The Guardian, що «Путін вчиняє жахливі злочини в ім'я мого народу, моєї країни і мене», і сказав, що «в Росії Путіна неможливо дихати. Сморід від чобота міліціонера занадто сильний».
Актор Данила Козловський опублікував кілька постів у Instagram, в яких засуджував війну, поділився зображенням біженця, який плаче. У дописі від 27 лютого Козловський визнав свою провину та вибачився за свою байдужість до анексії Криму Російською Федерацією у 2014 році.
17 березня рок-музикантка Земфіра випустила антивоєнний кліп на свою пісню 2017 року «Не стріляйте», видаливши всі інші пісні зі свого каналу на YouTube. Відео містило кадри військового нападу Росії на Україну та антивоєнних протестів у Москві.

### Заяви організацій проти війни
Засновники руху вшанування пам'яті «Безсмертний полк», в рамках якого прості росіяни несуть фотографії членів родини ветеранів у походах по Росії, які щорічно проводяться до Дня Перемоги у Другій світовій війні 9 травня, звернулися до Володимира Путіна у заяві з проханням «зупинити кровопролиття». Світлана Голуб, голова Союзу комітетів солдатських матерів Росії, розповіла The Guardian, що «війни завжди призводять до смерті. З багатьох розмов між солдатами та їхніми родинами, які мені посилали, я вважаю, що багато росіян уже загинуло. Конфлікти завжди приносять багато страждань. Будь ласка, обидві сторони повинні зупинитися».
«Меморіал», найстаріша правозахисна організація в Росії, яка була репресована російським урядом й змушена була закритися в 2021 році, у заяві назвала вторгнення «злочином проти миру та людства», додавши, що воно «залишиться ганебною сторінкою в російській історії».
3 березня транснаціональна компанія «Лукойл», друга за величиною компанія в Росії після «Газпрому», закликала до припинення вогню та дипломатичних засобів для вирішення конфлікту.

### Масова культура (кіно, музика, література)
У травні-липні 2022 р. російсько-ізраїльський аніматор Олег Куваєв присвятив кілька серій свого мульсеріалу «Масяня» подіям війни в України. У серії «Санкт-Маріубург» (липень 2022 р.) події в Маріуполі перенесені у Санкт-Петербург, жителі якого гинуть від агресії Китаю.

## Репресії
1 березня московська радіостанція «Ехо Москви», а також незалежний телеканал «Дождь», виключений з ефіру за те, що виступив проти війни. 8 березня Верховний комісар ООН з прав людини Мішель Бачелет висловила занепокоєння з приводу «використання репресивного законодавства, яке перешкоджає здійсненню громадянських і політичних прав і криміналізації ненасильницької поведінки».
26 лютого Human Rights Watch заявила, що проаналізовані нею відео з розгону демонструють «жорстокі арешти мирних активістів працівниками міліції», і заявила, що «дії влади, щоб перешкодити людям брати участь у мирних громадських протестах та вільно висловлювати свою думку, порушують фундаментальні права». 3 березня вони повідомили, що російський уряд заблокував доступ щонайменше до восьми незалежних російських ЗМІ, а також до низки українських ЗМІ, і що він «відверто вводить цензуру в поєднанні з фальшивим наративом, вони вимагають, щоб кожен мав папугу». Amnesty International заявила, що російський уряд «намагається жахливо придушити державних критиків, оскільки примушує вітчизняні ЗМІ підтримувати свою політику» і «регулярно використовував силу для розгону загальнонаціональних антивоєнних протестів». Міжнародна правозахисна неурядова організація Civil Rights Defenders заявила, що в Росії було «серйозне придушення» свободи вираження поглядів і що людям, заарештованим за протести проти війни, заборонили доступ до адвокатів.
4 березня сім міжнародних та російських правозахисних груп (Human Rights Watch, Amnesty International, Фонд Дім прав людини, Міжнародна федерація з прав людини, Міжнародна служба з прав людини, Правозахисний центр «Меморіал» та «Комитет Гражданское Содействие») опублікував спільний лист до Ради ООН з прав людини, в якому говорилося, що Росія переживає «повноцінне полювання на відьом проти незалежних груп, правозахисників, ЗМІ та журналістів, а також політичної опозиції», яке «знищує громадянське суспільство і змушує багатьох до вигнання».

### Цензура та дезінформація
1 березня московська радіостанція «Ехо Москви», а також незалежний телеканал Дождь, були виключені з ефіру за те, що виступили проти війни. Після завершення останньої трансляції «Дождь» запустив «Лебедине озеро», повторюючи спроби радянської влади поховати погані новини, включаючи спробу державного перевороту 1991 року під час розпаду СРСР.
4 березня російський парламент ухвалив закон, спрямований на придушення звітності та протидії війні, який карає громадян до 15 років ув'язнення за поширення «фейкової інформації» про російських військових та їх операції. Цей закон також забороняє «виголошувати заклики проти використання російських військ для захисту інтересів Росії» або «за дискредитацію такого використання», що загрожує до трьох років позбавлення волі. Те саме положення стосується закликів до санкцій проти Росії. Цей закон фактично криміналізує будь-яку громадську опозицію чи незалежне повідомлення про війну проти України й може зробити злочином просто називати війну «війною» — Кремль же наполягає, що це «спеціальна військова операція» — у соціальних мережах або в статтю або передачу. Пізніше того ж дня путін підписав закон; також підписав закон, який передбачає штрафи або позбавлення волі на строк до 3 років для тих, хто вимагає санкцій. Того ж дня незалежна газета «Новая газета» повідомила, що вилучає зі свого сайту всі матеріали, пов'язані з війною, заявивши, що військова цензура «перейшла до погрози кримінального переслідування як журналістів, так і громадян, які поширюють інформацію про військові дії, тобто відрізняється від прес-релізів Міністерства оборони». Того ж дня єкатеринбурзьке незалежне видання Znak.com оголосило, що призупиняє свою діяльність через політичні репресії.
Того ж тижня російський телекомунікаційий регулятор Роскомнадзор обмежив доступ до вебсайтів соціальних мереж Facebook і Twitter, а також обмежив доступ до низки міжнародних новинних організацій, включаючи BBC, німецьку громадську телекомпанію Deutsche Welle, американські мовники «Голос Америки» та «Радіо Свобода»/«Радіо Свобода», українська газета «Свобода» та латвійський новинний сайт Meduza. Декілька інших міжнародних інформаційних організацій призупинили діяльність у Росії через потенційні загрози їх журналістам, включаючи ABC, Bloomberg News, CBC/Radio-Canada, CBS News і CNN, а головний редактор Bloomberg Джон Міклтуейт заявив, що «зміна Кримінального кодексу, яка, здається, призначена для того, щоб перетворити будь-якого незалежного репортера на злочинця виключно за об'єднаннями, унеможливлює продовження будь-якої видимості нормальної журналістики всередині країни». 6 березня Роскомнадзор обмежив доступ до Медіазони, вимагаючи закрити сайт. «Медіазона» зухвало пообіцяла продовжити роботу, надаючи поради, як ухилитися від цензури. 11 березня Роскомнагляд заблокував сайти Amnesty International та російської моніторингової групи «Голос».
За даними новинного сайту «Агентство», понад 150 журналістів покинули Росію до 7 березня з моменту підписання Путіним закону. «Репортери без кордонів» назвали закон «останнім ударом, [який] завершив знищення російських незалежних ЗМІ».

### Репресії
The Moscow Times повідомляє, що деяким російським працівникам, які підписали петиції проти війни, роботодавці наказали відкликати свої підписи, і їх звільняли, якщо вони відмовлялися. Газета також повідомила, що деякі компанії застерігають співробітників від «розміщення повідомлень на політичні теми у Facebook».
Радіо Вільна Європа/Радіо Свобода повідомляло, що студентам деяких університетів погрожують відрахуванням через акти антивоєнного протесту. Студентська спілка Санкт-Петербурзького державного університету повідомила, що університет виключив щонайменше 13 студентів за участь в антивоєнних протестах.
Символ Z, який став відомим у російській масовій культурі як символ підтримки війни, частково завдяки державній пропаганді символу, використовувався для нанесення графіті на будинках декількох антивоєнних активістів. Кінокритик Антон Долин, серед тих, хто розкритикував символ, назвав його загрозою, заявивши, що «Мета цього ясна: ми знаємо, де живе ваша родина, остерігайтеся».
3 березня 2022 року Комітет Держдуми Росії з держбудівництва та законодавства схвалив поправку про запровадження відповідальності та штраф до 5 млн рублів або позбавлення волі терміном до 15 років за «публічне поширення завідомо неправдивої інформації про використання Збройних сил Російської Федерації». Депутати Державної думи РФ схвалили у першому читанні поправки до Кримінального Кодексу про покарання до 15 років позбавлення волі за «дезінформацію про дії Збройних сил РФ у воєнних операціях». Перші карні справи за цими поправками були відкриті в Росії в Томській області 16 березня 2022 року проти пересічних громадян В росії часто порушують кримінальні справи проти людей, які виступають проти війни росії проти України і поширюють правдиву інформацію про цю війну.

### Масові арешти
Приблизна кількість заарештованих за день антивоєнних демонстрантів становить:
- 24 лютого: 1,965[174]
- 25 лютого: 643[175]
- 26 лютого: 533[176]
- 27 лютого: 2,857[177]
- 28 лютого: 516[178]
- 1 березня: 329[179]
- 2 березня: 852[180]
- 3 березня: 498[181]
- 4 березня: 80[182]
- 5 березня: 84[183]
- 6 березня: 5,196[184]
- 8 березня: 122[185]
- 13 березня: 946[186].

### Поліцейське свавілля
Російська НУО «ОВД-Інфо» повідомила, що підтвердила щонайменше 30 випадків побиття мітингувальників поліцією у вихідні 5–6 березня, а також декілька випадків катування заарештованих мітингувальників під час ув'язнення, зазначивши, що «ймовірно, що ця цифра набагато вище. У соцмережах є багато відео, на яких видно, як поліцейські б'ють антивоєнних протестувальників». Аудіозапис протестувальника, заарештованого на вихідних, який зумів приховати свій телефон під час затримання та допиту численними поліцейськими, задокументував 11 хвилин фізичної та словесної лайки, причому один офіцер сказав їй, що «Ви вороги Росії. Ви вороги народу Росії».
Human Rights Watch заявила, що російська поліція застосовувала «надмірну силу під час затримання людей», поліція іноді прикриває їх посвідчення особи на формі, що заарештованих «примушували брати фотографії, відбитки пальців та здавати телефони, що суперечить російському законодавству», а також те, що декілька заарештованих протестувальників були піддані симуляції втоплення. Окрім цього, Mediazona повідомляла, що заарештованим жінкам погрожували зґвалтуванням, що заарештовані невідповідної статі протестувальники висміювалися, а поліція обприскувала деяким затриманим обличчя антисептичними розчинами.

## Реакції

### Внутрішня опозиція антивоєнним настроям
Багато осіб, пов'язаних з російським урядом, висловилися проти протестів. Прес-секретар Володимира Путіна Дмитро Пєсков заявив, що «зараз не час розділятися. Зараз час об'єднуватися, об'єднуватися навколо нашого президента», визнаючи при цьому, що «між діячами культури точаться гострі суперечки». Маргарита Симоньян, головний редактор російських державних інформаційних агентств RT і «Росія сьогодні», заявила, що «якщо вам зараз соромно бути росіянином, не хвилюйтеся, ви не росіяни». У відповідь на заяву Симоньян Віталік Бутерін, програміст і один із співзасновників Ethereum, сказав: «Іди на хуй».
3 березня Міністерство освіти Росії доручило вчителям проводити уроки, які розповідають учням, «чому визвольна місія в Україні є необхідністю». 17 березня Путін виступив з промовою, в якій назвав противників війни «капітулянтами і зрадниками», заявивши, що «природне й необхідне самоочищення суспільства лише зміцнить нашу країну».
На початку квітня 2022 у мережі з'явилось відео де чоловік знаходячись у стані алкогольного психозу розбив лобове скло на автівці випадкового водія, а на питання нащо він це зробив той відповів «у мене хлопці гинуть» та «мені на війну треба» .

### Еміграція росіян
З початку вторгнення більше 700 тисяч росіян покинули країну, особливо громадяни, які виступають проти війни, у відповідь на посилення репресій та чутки про військову службу та воєнний стан. Журналіст Борис Грозовський опублікував у Facebook допис, в якому зазначалося, що «Ми не туристи, шановні громадяни Грузії. Ми біженці. Особисто мене розшукувала поліція в Росії за поширення антивоєнних петицій… Ми втікали не від куль, бомб та ракет, але з в'язниці. Якби я написав те, що пишу зараз, перебуваючи в Росії, я б неминуче потрапив у в'язницю на 15–20 років». Інші втекли з країни через стурбованість у зв'язку з погіршенням умов у країні, зокрема в економічному та політичному плані, у поєднанні з антивоєнними настроями та в зв'язку з потенційною можливістю для членів колишніх опозиційних рухів стати мішенню для нападу. Балерина Большого театру Ольга Смірнова покинула Росію, щоб продовжити кар'єру в Нідерландах на знак протесту проти війни.
До середини березня приблизно 25 000 росіян втекли з Росії до Грузії. Після трьох тижнів війни близько 14 000 людей виїхали до Туреччини. Інші поїхали до Вірменії або північних держав, таких як Фінляндія. Також повідомляється, що тисячі поїхали в Узбекистан.

### Міжнародна підтримка антивоєнних протестувальників
У записаній промові, опублікованій 25 лютого, президент України Володимир Зеленський подякував російським антивоєнним протестувальникам, звернувшись до них безпосередньо російською:
|  | Усім громадянам Російської Федерації, які виходять на протест, хочу сказати, що ми вас бачимо. Це означає, що ви почули нас. |

### Опитування громадської думки
Державне опитування, опубліковане 28 лютого Всеросійським центром дослідження громадської думки, стверджує, що 68 % росіян підтримують «спеціальну військову операцію», 22 % виступають проти, а 10 % не можуть відповісти.
Пізніше серія з чотирьох онлайн-опитування Фонду боротьби з корупцією Олексія Навального показала, що настрої жителів Москви швидко змінюються. У період з 25 лютого по 3 березня кількість тих, хто звинувачує Росію у війні, зросла з 14 % до 36 %, при цьому 79 % тепер виступають за припинення конфлікту та участь у мирних переговорах. Частка респондентів, які вважали Росію «агресором», зросла з 29 % до 53 %, а частка тих, хто вважає Росію «миротворцем», зменшилася вдвічі з 25 % до 12 %.

## Аналіз

### Статус російської опозиції
Альвіна Гоффманн з Кінгс-коледж Лондона сказала, що «здавалося б, широка антивоєнна коаліція є чудовою, враховуючи, що російський політичний апарат систематично розбирає опозиційні рухи, створюючи клімат, де будь-яка форма протесту зустрічається з утиском». Російський журналіст Олександр Бідін, який пише для openDemocracy, заявив, що «російському суспільству бракує інституцій, здатних взятися за організацію протестів, особливо в короткий термін», і що «для більшості вихід на вулиці є моральним обов'язком та символічним актом, а не функціональним інструментом опору владі». Саша де Фогель з Нью-Йоркського університету стверджує, що антивоєнні протести «більш помітні для аудиторії на заході, ніж для російської громадськості загалом», і що «протести не мають координаційного органу. Багато з них були заплановані через особисті мережі та дописи в соціальних мережах. У деяких випадках противники війни просто їздили до найближчого центру міста в надії знайти однодумців. Багато акцій протесту є одиночним пікетами».

### Ризики протесту
Марія Попова з Університету Макгілла заявила, що «ви не тільки ризикуєте, з'являючись на акції протесту, ви ризикуєте бути внесеними до списку та систематичним переслідуванням з боку влади за участь у акції протесту». Далі зазначив, що рівень репресій у Росії був «набагато гіршим, ніж будь-коли з часів сталінщини». В одному інтерв'ю протестувальників NPR зазначено, що антивоєнні протести «здаються небезпечнішими», ніж попередні протестні рухи в Росії за Путіна, і що деякі протестувальники «справді не усвідомлювали, що можна просто мати плакат із написом „Ні війні“ й опинилися в відділку поліції. Вони й справді не думали, що таке можливо в нашій країні».
Григорій Дурново, аналітик російської громадської організації ОВД-Інфо, в інтерв'ю France 24 повідомив, що «ми ніколи не бачили такої кількості затриманих на день», а протестувальникам загрожують штрафи «від 2 000 до 300 000 рублів (від 17 євро до понад 2 500 євро) та ризик утримання під вартою до 30 діб». Далі Дурново заявив, що російські державні ЗМІ «іноді згадують антивоєнні протести, але ми не можемо використовувати їх як джерело, оскільки вони не розповідають всю історію». 4 березня координатор «ОВД-Інфо» Леонід Драбкін в інтерв'ю Al Jazeera повідомив, що «у понад 100 містах ми знаємо, що були затримання» від початку вторгнення, і що «ця тема справді зачіпає всіх. Тому що це насправді не про ваші політичні погляди, але багато росіян мають родичів і друзів в Україні».

### Демографічні показники
Декілька коментаторів відзначили значну присутність молоді в антивоєнних протестах в Росії. Синтія Хупер з Коледжу Святого Хреста сказала, що протести проти війни являють собою «боротьбу поколінь» у Росії, протиставляючи «тіх, хто вірить в історії державного телебачення, проти своїх власних дітей». Дипломатичний редактор CNN International Нік Робертсон заявив, що «тут виросло покоління, навмисне не знаючи про державну дезінформацію, замість цього відлучалося від соціальних мереж, тому не сприйнятливе до брехні, яка лякала їх батьків», але що їх «досі стримувала велика держава», але що вони «досі обмежувалися масивною інфраструктурою державної безпеки, яка є справжнім м'язом, що стоїть за повідомленнями державних ЗМІ».
Коментатори також відзначають значну роль жінок у протестах. Журналіст «Медузи» Олексій Ковальов заявив, що «здебільшого це жінки, яким загрожує справжнє насильство і серйозне ув'язнення».

### Вплив державних ЗМІ та цензури
Бен Нобл з Університетського коледжу Лондона заявив, що:
|  | «Російські державні ЗМІ продовжують зображувати зовсім іншу реальність, ніж висвітлення в західних ЗМІ. Замість повномасштабного нападу йдеться про «спецоперацію» із захисту етнічних росіян у так званих «республіках» Донецька та Луганська від «геноциду», який здійснює «неонацистський» уряд України. Такі слова, як «вторгнення» і «війна» заборонені в російських ЗМІ. Незалежні джерела інформації були заблоковані або закриті. А росіянам загрожує суворе покарання за заперечення державної версії щодо конфлікту". |

### Вплив міжнародних санкцій
Обговорювався вплив міжнародних санкцій та засудження війни на внутрішніх антивоєнних протестах. Браян Гродськи з Університету Меріленду попередив, що вага санкцій може більше зашкодити російській опозиції, ніж допомогти їй, сказавши, що «самі санкції, які заохочують росіян атакувати режим, також звужують їх доступні можливості для цього». Дослідник Московського центру Карнегі Андрій Мовчан написав, що санкції, спрямовані проти простих росіян, можуть бути «саме тим, чого хоче Кремль — щоб десятки мільйонів росіян, які виступають проти режиму, не зможуть покинути країну і навіть тимчасово опинитися у світі, вільному від російської пропаганди», заявляючи, що замість цього санкції мають «безкомпромісно блокувати доступ Кремля до його фінансових і технологічних ресурсів».

### Довгостроковий прогноз
Кремлінологиня Лілія Шевцова заявила, що «ефект Криму зникає. Війна в Україні створює „наші“ жертви — це матиме вплив. Більше того, у 2008 та 2014 роках війни були відносно короткими і закінчилися „нашою“ перемогою. На даний момент багато росіян погоджуються на „миротворчу операцію“ Путіна. Але вони можуть змінити своє ставлення, якщо операція буде тривалою та кривавою».
Еріка Ченовет з Гарвардської школи Кеннеді заявила, що «протести є необхідними, але недостатніми передвісниками того, коли еліти вирішать змінити свою лояльність», і що «важливо не недооцінювати, що Путін дійсно має реальну базу, яка неймовірно лояльна до нього».

## Галерея

Світлини з протестів російських діаспор з біло-синьо-білим прапором
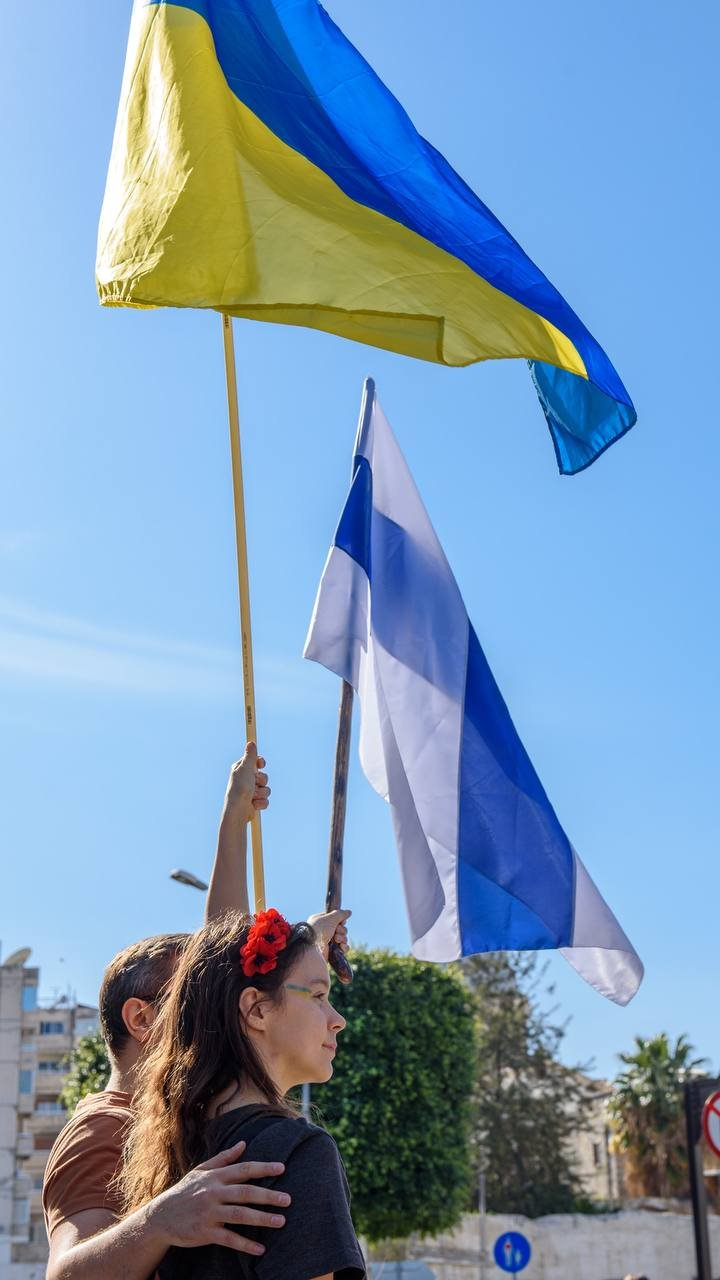
Лімассол, Кіпр
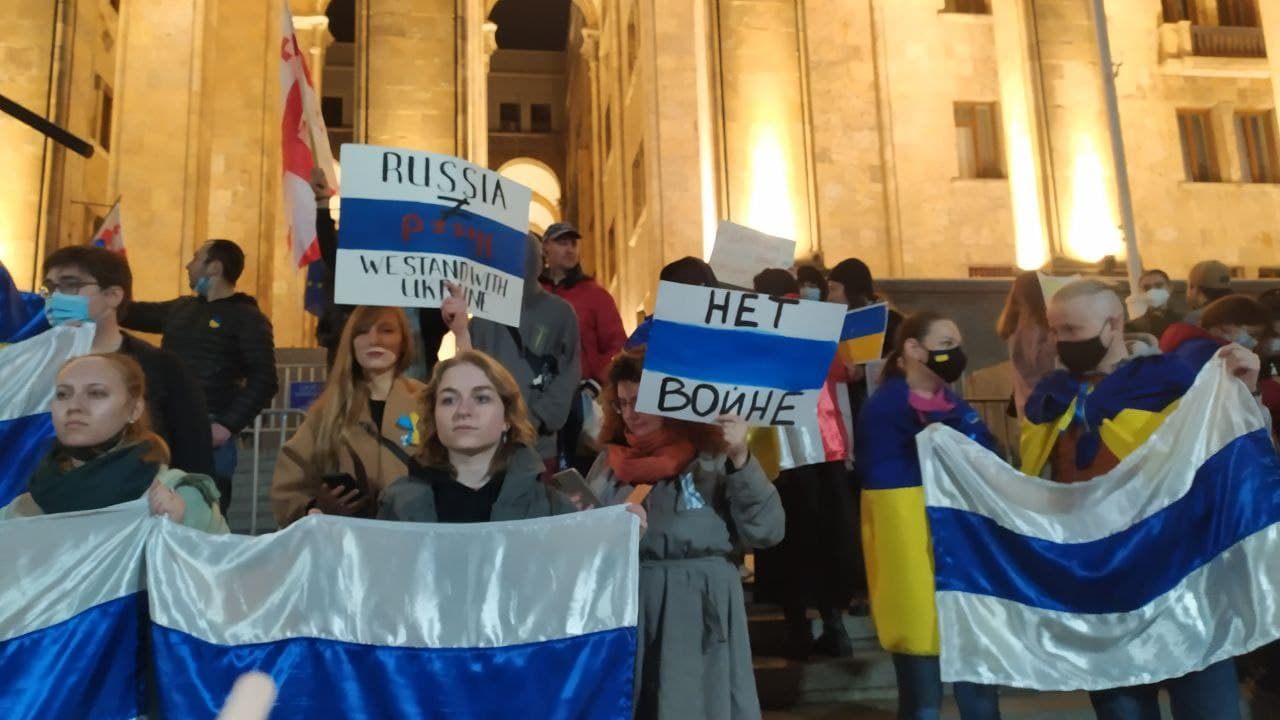
Тбілісі, Грузія